# شیرنس
شیرنس (به انگلیسی: Sheerness) یک شهرک در بریتانیا است که در کنت واقع شده‌است. شیرنس ۱۱٬۹۳۸ نفر جمعیت دارد.